# Championnat de France de baseball 2019
 (février 2021).
Navigation
2018 2021
Le Championnat de France de baseball de Division 1 2019 est étendue de huit équipes à douze équipes réparties en deux poules. Les Huskies de Rouen sont les tenants du titre.
| \| Rouen Montpellier Savigny Toulouse Clermont-Ferrand Valenciennes Montigny-le-Bretonneux Sénart La Rochelle Paris UC Nice Metz \| Localisation des clubs engagés dans le championnat. |
| Rouen Montpellier Savigny Toulouse Clermont-Ferrand Valenciennes Montigny-le-Bretonneux Sénart La Rochelle Paris UC Nice Metz                                                           |

## Les clubs de l'édition 2019
Les clubs participant à l'édition 2019 du Championnat de France de baseball de Division 1 sont, après répartition dans des poules :
| Équipe           | Ville                          |
| ---------------- | ------------------------------ |
| Huskies          | Rouen (Seine-Maritime)         |
| Barracudas       | Montpellier (Hérault)          |
| Lions            | Savigny-sur-Orge (Essonne)     |
| Stade Toulousain | Toulouse (Haute-Garonne)       |
| Arvernes         | Clermont-Ferrand (Puy-de-Dôme) |
| Vipères          | Valenciennes (Nord)            |

| Équipe     | Ville                             |
| ---------- | --------------------------------- |
| Cougars    | Montigny-le-Bretonneux (Yvelines) |
| Templiers  | Sénart (Île-de-France)            |
| Boucaniers | La Rochelle (Charente-Maritime)   |
| PUC        | Paris                             |
| Cavigal    | Nice (Alpes-Maritimes)            |
| Cometz     | Metz (Moselle)                    |